# 카펀테리아바위쥐
카펀테리아바위쥐(Zyzomys palatalis)는 쥐과에 속하는 설치류의 일종이다. 오스트레일리아에서만 발견된다.

## 특징
작고 단단한 설치류이다. 상체의 털은 회색빛 갈색이고, 하체는 연한 색을 띤다. 당근 모양의 꼬리 몸 쪽에 지방을 저장한다. 꼬리 피부는 연약하고 다룰 때 쉽게 손상된다. 평균 몸무게는 약 120g이다.

## 분포 및 서식지
아주 제한적인 분포를 보이며, 카펀테리아만 근처 퀸즐랜드주 경계와 가까운 노던 준주의 울런공 전원 방목장 안의 5곳에서만 알려져 있다. 서식지는 건조한 몬순 두꺼운 덩굴 또는 열대 삼림 지대, 지속적으로 물을 얻을 수 있는 견고한 사암 협곡 지대이다.

## 보전 상태
야생에서 추산되는 개체수는 2000마리 이하이다. 가장 위협적은 요인은 뜨겁고 늦은 건기철과 화재이다. "절멸위급종"으로 분류된다. 테리토리 야생 동물 공원의 포획동물 번식 프로그램을 포함하여 종을 보전하기 위한 관리를 하고 있다.